# Jon Fosse
Pour les articles homonymes, voir Fosse.
Jon Fosse, né le 29 septembre 1959 à Haugesund, est un écrivain norvégien. D'abord romancier et essayiste, il écrit également des poèmes et des livres de littérature d'enfance et de jeunesse.
Il est lauréat du prix Nobel de littérature en 2023 et l'un des dramaturges vivants les plus connus au monde.

## Biographie
Jon Fosse est né sur la côte ouest de la Norvège. Il débute en 1983 avec son premier roman Raudt, svart (Rouge, noir). Il publie une quinzaine d'écrits avant de venir au théâtre. Sa première pièce, Et jamais nous ne serons séparés, est montée et publiée en 1994.
Il reçoit le prix international Ibsen en 2010 pour Quelqu'un va venir.
Il vit actuellement à Bergen.
En 2011, l'État norvégien lui a offert d'occuper la résidence « La Grotte » (Grotten (en)), située à Oslo. « La Grotte » a d'abord été la demeure du poète Henrik Wergeland avant d'être celle du compositeur Christian Sinding, du poète Arnulf Øverland et du compositeur Arne Nordheim.
Ses écrits (romans, nouvelles, poésie, essais et pièces de théâtre) ont été traduits dans plus de quarante langues, et ses pièces ont été montées par de grands metteurs en scène européens (Patrice Chéreau, Jacques Lassalle, Thomas Ostermeier, Claude Régy…).
Son œuvre romanesque, traduite en français par Terje Sinding, est publiée par les Éditions Circé. Son œuvre théâtrale, également traduite par Terje Sinding, est parue chez l'Arche éditeur.
Il est considéré comme l'un des plus grands auteurs contemporains et a été décoré de l'Ordre national du Mérite français en 2003.
Le 21 novembre 2009, le pape Benoît XVI lui a remis une médaille à l'occasion d'une rencontre avec des artistes dans la Chapelle Sixtine. Jon Fosse s'est converti au catholicisme en 2013.

## Une écriture originale
L’œuvre théâtrale de Jon Fosse se caractérise par une écriture très épurée, minimale, répétitive avec d'infimes variations. La langue est banale, l'intrigue est pauvre, quasiment absente, l'ensemble paraît très simple. Mais l'auteur arrive à créer une tension extrême entre les personnages, dans un univers souvent très sombre. « Le langage signifie tour à tour une chose et son contraire et autre chose encore », affirme l'auteur.
L'écriture de Jon Fosse ne comporte pas de ponctuation, et se remarque tout particulièrement l'absence de points d'interrogation, alors que les personnages sont perpétuellement en recherche, en attente, sous tension : jalousie, exaspération, angoisse, vide existentiel... Souvent confrontés à leur propre solitude, les personnages restent des inconnus et on ignore à peu près tout de leur passé. Ils sont stylisés et ne portent pas de nom : ils sont désignés par un terme générique : lui, elle, le fils, le père, l'un, l'autre... Seuls importent le moment présent et les tensions qui s'exaspèrent entre eux. L'intrigue elle-même est épurée au point de devenir presque abstraite ou conceptuelle : la rencontre, la séparation, l'abandon, la solitude... Elle donne souvent l'impression d'être inachevée ou de se conclure sur un moment d'incertitude, de passage. Il en résulte, pour le comédien et le spectateur, une sorte de frustration qui excite leur curiosité, éveille leur imaginaire.
L'œuvre de Jon Fosse est extrêmement concentrée sur des préoccupations existentielles et métaphysiques, et les personnages de ses pièces et de ses romans incarnent la complexité, la fragilité, et la fugacité de l'existence humaine. Questionnant sans cesse les thèmes de la vie, de la mort, de l'amour et du temps, ses écrits tentent de cerner, d'approcher, les raisons qui maintiennent les hommes en vie, et le sens qu'ils peuvent apporter à leur existence.

## Prix et distinctions

### Prix littéraires
- Prix de la littérature nynorske (1992, 2003, 2019)
- Prix Aschehoug (en) (1997)
- Prix Dobloug (1999)
- Norsk kulturråds ærespris (2003)
- Prix Brage (2005)
- Prix nordique de l'Académie suédoise (2007)
- Deutscher Jugendliteraturpreis du ministère fédéral de la Famille (2007)
- Prix international Ibsen (2010)
- Prix européen de littérature (2014)
- Docteur honoris causa de l'université de Bergen (octobre 2015)
- Grand prix de littérature du Conseil nordique (2015)
- Prix Nobel de littérature (2023)

### Décorations
- Chevalier de l'ordre national du Mérite (2003)
- Commandeur de l'ordre de Saint-Olaf (2005)

## Œuvres

### Théâtre
(septembre 2023).
- Og aldri skal vi skiljast, 1994.Et jamais nous ne serons séparés, traduit par Terje Sinding, Paris, L'Arche, 2000.
- Namnet, 1995. Le Nom, traduit par Terje Sinding, Paris, L'Arche, 1998.
- Nokon kjem til å komme, 1996. Quelqu'un va venir, traduit par Terje Sinding, Paris, L'Arche, 1999.
- Barnet, 1996.L'Enfant, traduit par Terje Sinding, Paris, L'Arche, 1998.
- Mor og barn (Mère et Enfant), 1997.
- Sonen, 1997. Le Fils, traduit par Terje Sinding, Paris, L'Arche, 1999.
- Natta syng sine songar, 1997.Et la nuit chante, traduit par Terje Sinding, Paris, L'Arche, 2003.
- Gitarmannen (L'Homme à la guitare), 1998.
- Ein sommars dag, 1999. Un jour en été, traduit par Terje Sinding, Paris, L'Arche, 2000.
- Draum om hausten, 1999.Rêve d'automne, traduit par Terje Sinding, Paris, L'Arche, 2005.
- Medan lyset går ned og alt blir svart (Quand la lumière baisse et que le noir se fait), 1999.
- Sov du vesle barnet mitt, 2000.Dors mon petit enfant, traduit par Terje Sinding, Paris, L'Arche, 2000.
- Besøk, 2000.Visites, traduit par Terje Sinding, Paris, L'Arche, 2002.
- Vinter, 2000[3].Hiver, traduit par Terje Sinding, Paris, L'Arche, 2003.
- Ettermiddag (Après-midi), 2000.
- Vakkert (Beau), 2001.
- Dødsvariasjonar, 2001.Variations sur la mort, traduit par Terje Sinding, Paris, L'Arche, 2002.
- Jenta i sofaen, 2002.Jeune fille sur un canapé, traduit par Marianne Ségol-Samoy, Paris, L'Arche, 2020.
- Lilla, 2003.Violet, traduit par Terje Sinding, Paris, L'Arche, 2005.
- Suzannah, 2004.
- Dei døde hundane (Les Chiens morts), 2004.
- Sa ka la, 2004.
- Varmt (Une chaude journée), 2005.
- Svevn, 2005.Les jours s'en vont, traduit par Terje Sinding, Paris, L'Arche, 2010.
- Rambuku, 2006.
- Skuggar (Ombres), 2006.
- Eg er vinden, 2007.Je suis le vent, traduit par Terje Sinding, Paris, L'Arche, 2010.
- Desse auga, 2009. Ces yeux, traduit par Marianne Ségol-Samoy, Paris, L'Arche, 2020.
- Ylajali, 2012.Ylajali, traduit par Gabriel Dufay et Camilla Bouchet, Paris, L'Arche, 2012.
- Sterk vind, 2021.Vent fort, traduit par Marianne Ségol-Samoy, Paris, L'Arche, 2024.

### Romans et textes en prose
- Raudt, svart (Rouge, noir) (1983)
- Stengd gitar (Guitare fermée) (1985)
- Blod. Steinen er. (Sang. La pierre est.) (1987)
- Naustet (La Remise à bateaux) (1989) - traduit par Terje Sinding (éditions Circé, 2007)
- Flaskesamlaren (Le Ramasseur de bouteilles) (1991)
- Bly og vatn (Plomb et Eau) (1992)
- To forteljingar (Deux récits) (1993)
- Prosa frå ein oppvekst (Enfance) (1994)
- Melancholia I. (1995) - traduit par Terje Sinding (éditions P.O.L, 1998)
- Melancholia II. (1996) - traduit par Terje Sinding (éditions Circé 2002)
- Eldre kortare prosa med 7 bilete av Camilla Wærenskjold (Textes anciens en prose avec 7 illustrations de Camilla Wærenskjold) (1998)
- Morgon og kveld (Matin et Soir) (2000) - traduit par Terje Sinding (éditions Circé, 2003)
- Det er Ales (C'est Alice) (2004)
- Andvake (Insomnie) (2007) - traduit par Terje Sinding (éditions Circé, 2009)
- Olavs draumar (Les Rêves d'Olav) (2012) - traduit par Terje Sinding (éditions Circé, 2014)
- Kveldsvœvd (Au tomber de la nuit) (2014) - traduit par Terje Sinding (éditions Circé, 2016)
- Det andre namnet - Septologien I-II, 2019 L'Autre Nom, Septologie I-II, traduit par Jean-Baptiste Coursaud, Paris, Christian Bourgois éditeur, 2021.
- Eg er ein annan - Septologien III-V (2020) Je est un autre, Septologie III-V, traduit par Jean-Baptiste Coursaud, Paris, Christian Bourgois éditeur, 2024.
- Eit nytt namn - Septologien VI-VII (2021) Un nouveau nom, Septologie VI-VII, traduit par Jean-Baptiste Coursaud, Paris, Christian Bourgois éditeur, 2024.

### Poésie
- Engel med vatn i augene (Ange aux yeux humides) (1986)
- Hundens bevegelsar (Les Mouvements du chien) (1990)
- Hund og engel (Chien et Ange) (1992)
- Dikt (1986-1992) (Poésie complète 1986-1992) (1995)
- Nye dikt (Nouveaux poèmes) (1997)
- Dikt (1986-2001) (Poésie complète 1986-2001) (2001)
- Auge i vind (Yeux dans le vent) (2003)
- Stein til stein (Pierre après pierre) (2013)

### Contes pour enfants
- Si lentement (Uendeleg seint, 1989)
- Kant, 1990
- Le Zoo Hardanger (Dyrehagen Hardanger, 1993)
- Noir et humide (Vått og svart, 1994)
- Petite Sœur (Søster, 2000)

#### Série Le Manuscrit des chiens
1. Le Manuscrit des chiens I, L'Arche, 2010 (Hundemanuskripta I - Nei a nei, 1995), trad. Terje Sinding, 96 p.  (ISBN 9782851817051)
2. Le Manuscrit des chiens II, L'Arche, 2010 (Hundemanuskripta II - Du a Du, 1996), trad. Terje Sinding, 48 p.  (ISBN 9782851817242)
3. Le Manuscrit des chiens III, L'Arche, 2002 (Hundemanuskripta III - Fy a Fy, 1997), trad. Terje Sinding, 48 p.  (ISBN 9782851815149)

### Essais
- De la narration à l'écriture (Frå telling via showing til writing, 1989)
- Essais gnostiques (Gnostiske essay, 1999)

## Mise en scène notables
- 1999 : Quelqu'un va venir, mise en scène Claude Régy.
- 2003 : Variations sur la mort, mise en scène Claude Régy.
- 2010 : Rêve d'automne, mise en scène Patrice Chéreau.
- 2011 : Je suis le vent, mise en scène Patrice Chéreau.
- 2012 : Le Fils, mise en scène Jacques Lassalle.
- 2013 : Et jamais nous ne serons séparés, mise en scène Marc Paquien.